# Hapalochlaena nierstraszi
Hapalochlaena nierstraszi är en bläckfiskart som först beskrevs av Adam 1938.  Hapalochlaena nierstraszi ingår i släktet blåringade bläckfiskar, och familjen Octopodidae. Inga underarter finns listade i Catalogue of Life.